# 李良枝
李 良枝（イ・ヤンジ、이양지、1955年（昭和30年）3月15日 - 1992年（平成4年）5月22日）は、在日韓国人二世の小説家。帰化後の本名は田中 淑枝。

## 生涯
山梨県南都留郡西桂町生まれ。小学生のときに両親が日本国籍を取得したので、同時に彼女も国籍は日本となった。山梨県富士吉田市下吉田の山梨県立吉田高等学校から1973年（昭和48年）に京都府立鴨沂高等学校に編入する。1975年（昭和50年）に早稲田大学社会科学部に入学するが、1学期で中退する。
1980年（昭和55年）5月にははじめて大韓民国を訪れ、以後は韓国への往来を繰り返し、巫俗舞踊（ムソク）や伽耶琴（カヤグム）、語り歌（パンソリ）などの影響を受ける。1982年（昭和57年）にはソウル大学校国語国文学科へ入学し、留学中に書き上げた「ナビ・タリョン（나비타령）」を『群像』に発表し、第88回芥川賞候補となる。また、「かずきめ」（1983年）、「刻」（1984年）もそれぞれ候補作となる。
1988年（昭和63年）にはソウル大学を卒業する。卒業論文のテーマは「パリコンジュ（捨て姫）とつながりの世界」。1989年（昭和64年/平成元年）には『由熙』（ユヒ、유희）で第100回芥川賞を受賞。韓国女性の視点から、在日韓国人の若い女性が、自らのルーツを尋ねて韓国に留学するが、韓国語ができず、自分のアイデンティティを求めてもがき苦しむ姿を描いた作品である。梨花女子大学舞踊科大学院修士課程に学びつつ、1992年には長編「石の聲」の執筆を手がける一方で、妹の四ヶ国語情報誌『we’re』の創刊を手伝っていたが、5月22日に急性肺炎を罹患し、ウイルス性の心筋炎を併発してまもなく死去した。享年37。
「群像」に掲載された「石の聲」第一章が遺稿となる。没後の一周忌にあたる1993年5月22日に講談社より『李良枝全集』が刊行された。作品は韓国語や中国語でも翻訳出版されている。

## 著作
- 『かずきめ』（講談社, 1983）、のち「ナビ・タリョン」講談社文庫
- 『刻』（講談社, 1985）、のち新版・講談社文芸文庫
- 『由熙』（講談社, 1989）、のち新編版『由熙/ナビ・タリョン』講談社文芸文庫
- 『石の聲』（講談社, 1992）、のち完全版・講談社文芸文庫
- 『李良枝全集』全1巻（講談社, 1993）
- 『ことばの杖　李良枝エッセイ集』（新泉社，2022.4）
- 『李良枝セレクション』（白水社，2022.8）温又柔編・解説

## 関連作品
- 『生の証しをのこして』 石村博子著 1997 筑摩書房 ちくまプリマーブックス - 早逝した3人の芸術家の1人として李が扱われている。